# 李偉和
李偉和（Lee Wai Wo，1970年01月2日—），生於香港，是一名足球運動員，司職中場，曾入選香港奧運足球代表隊，曾效力香港丙組足球聯賽球隊東方。現職車路士(香港)足球學校教練。

## 球員生涯
1990年，年僅20歲的李偉和於「升班馬」馬天尼首次在香港甲組足球聯賽亮相，並入選香港奧運足球代表隊，參加過1992年巴塞隆拿奧運足球預賽。
馬天尼降班後，李偉和轉投米芝路，其後還效力過聲控通、東方、民信、好易通等多支球隊。
2009-10年度球季，李偉和應東方邀請復出，參加香港丙組足球聯賽。

## 外部連結
- 香港足球總會網頁球員註冊資料 （页面存档备份，存于）